# Politikens filmjournal 064
Politikens filmjournal 064 er en dansk ugerevy fra 1950.

## Handling
1) Den nye venstre-konservative regering præsenteres for kongen på Amalienborg. Statsminister Erik Eriksen tager derfra rundt og præsenterer sine ministre i de forskellige ministerier. Hans Hedtoft overleverer statsministeriet til sin efterfølger.

2) Cykleshow i København. Cykeloptoget skal propagandere for hyppigere cykeleftersyn. Alle former for cykler demonstreres. Overborgmester H.P. Sørensen får overrakt en cykel på rådhusets trappe.

3) Frankrig/Monaco: Errol Flynn gifter sig for 3. gang.

4) Tjekkoslovakiet: Politisk møde bag jerntæppet. Sovjets viceudenrigsminister Molotov mødes med den tjekkiske udenrigsminister i Prag. De øvrige lande bag jerntæppet er ligeledes repræsenteret.

5) Tyskland: Frihedsklokken i Schöneberg rådhus i Berlin indvies. Den er skænket af amerikanerne. Borgmester Ernst Reuter taler.

6) England: Det genopbyggede Underhus indvies. Selve ceremonien finder sted i Westminster Abbey og overværes af den engelske kongefamilie.

7) Sverige: Kong Gustav V er død 29. oktober 1950, 92 år gammel. Stockholm i sørgeklæder. Hans efterfølger og søn Gustav VI Adolf hyldes på slottets balkon.

## Medvirkende
- Erik Eriksen
- Hans Hedtoft